# ポパスナの戦い
ポパスナの戦い（ポパスナのたたかい）は、ウクライナ・ルハーンシク州南西部の都市セヴェロドネツィク地区ポパスナでのロシア軍・ルガンスク人民共和国（LPR）軍とウクライナ軍との間の軍事交戦である。戦闘は2022年3月18日に始まり、同年5月7日に終結した。この戦いはドンバスの戦いの一部である。

## 背景
人口2万2000人を超える都市であるポパスナは、ロシアの進軍の鍵となる多数の道路のジャンクションがある重要な中核地域である。

## 戦闘経過
ルハーンシク州の重度に要塞化された都市ポパスナを巡る戦いは、2022年3月18日に始まった。LPRとロシア軍の部隊が4月18日にクレミンナを占領した後、ポパスナとルビージュネに向かって前進を始めた。
ロシア軍とLPR軍は、ポパスナ攻勢の最初にウクライナ軍の陣地に砲撃と空爆を行ったものの、戦争研究所によると、4月18日までに、ロシア軍の進捗はあまりなかったという。
4月21日、ウクライナは、前日にポパスナとその周辺でロシアの傭兵とみられる25人を殺害したと主張した。
4月22日、ルハーンシク州知事のセルヒイ・ハイダイは、ロシア軍がポパスナとルビージュネで失敗したと宣言した。同時に、ハイダイは、ロシア軍とLPR軍がルハーンシク地域の領土の80パーセントを支配していると述べた。
5月7日、戦闘で荒廃したポパスナがロシアの民間軍事会社ワグネル・グループの傭兵部隊に制圧されたと報じられた。チェチェン共和国のカディロフツィは、戦いの最終段階で参加したと疑われている。ハイダイは、ウクライナ軍が撤退したことを認めた。
5月8日、ハイダイは当初、自身のテレグラムのチャンネルで、ロシアは都市の半分しか支配していないと述べたが 、後にウクライナ軍がポパスナから撤退したことを認めた。西側の評価では、ポパスナは完全にロシアの支配下にあると見なされている。メディアのRIA FANによると、ロシア軍とLPR軍は、ポパスナにロシアの暫定民軍政権を樹立し、進軍を続けた。